# Hanne Egghardt
Hanne Egghardt; auch Hanne Egghardtov (* 1948 in Mariazell), ist eine österreichische Autorin, Übersetzerin und Journalistin.

## Leben
Hanne Egghardt studierte Türkisch an der Universität Istanbul und Germanistik an der Universität Graz. Ab 1970 war sie Redakteurin bei verschiedenen österreichischen Tageszeitungen und Monatsmagazinen, unter anderem auch mehrere Jahre bei der Wienerin, wo sie von 1988 bis 1989 Chefredakteurin war.
Seit 1992 ist sie als freie Autorin, Essayistin, Drehbuchautorin, Gerichtsdolmetscherin und Übersetzerin für türkische Literatur tätig. Sie war auch Chefredakteurin des Bordmagazins Skylines der Austrian Airlines.

## Veröffentlichungen
- Endlich oben. [Frauen, die es geschafft haben.] Verlag Austria Press, Wien 1992, ISBN 3-85330-106-1.
- Steiermark. Natur und Kultur. Praktische Tips. 30 Wanderungen und Spaziergänge. DuMont, Köln 1995, ISBN 3-7701-3171-1.
- Ephesos und die Ägäische Türkei, mit Fotografien von Lois Lammerhuber, Brandstätter, Wien 1995, ISBN 3-85447-615-9.
- Walther Reyer. Es fügt sich also. Erinnerungen aufgezeichnet von Hanne Egghardt. Deuticke, 2000, ISBN 978-3-216-30522-0.
- Türkische Küste. MairDumont, Ostfildern 2000, ISBN 3-8297-1518-8.
- Mit Oliver Bolch: Österreich. Bruckmann, München, 2005, ISBN 3-7654-4108-2.
- Mit Günter Grüner: Türkei. Terra Magica, 2005, ISBN 3-7243-0400-5.
- Kärnten; mit Osttirol. Polyglott, München 1996, ISBN 3-493-62734-3.
- Mit Charles Babault und Erwin Friesenbichler: Burma Spektrum. Reich der goldenen Pagoden. Terra Magic, 2004, ISBN 3-7243-0390-4.
- Mit Walter M. Weiss: Slowakei. Ein Reisebegleiter in die fremde Nähe. Orac, Wien 2005, ISBN 978-3-7015-0468-8.
- Prinz Eugen. Der Philosoph in Kriegsrüstung. Facetten einer außergewöhnlichen Persönlichkeit. Kremayr & Scheriau, Wien / München / Zürich 2007, ISBN 978-3-218-00770-2.
- Mit Gerhard Hofer: 100 Jahre Gänsehäufel. Die Insel im Herzen der Wienerinnen und Wiener. Bohmann, Wien 2007, ISBN 978-3-901983-52-8.
- Mit Franz Soukup: Wien. Bruckmann, München 2008, ISBN 978-3-7654-4589-7.
- Habsburgs schräge Erzherzöge. Dem Kaiser blieb auch nichts erspart. Kremayr & Scheriau, Wien 2008, ISBN 978-3-218-00787-0. Übs. von Milada Kouřimská, Vyděděnci Habsburků. Císař nebyl ušetřen opravdu ničeho. Ikar, Prag 2010, ISBN 978-80-249-1508-1.
- Auf den Spuren Prinz Eugens. Barocke Pracht in und um Wien. Mit Routenbeschreibungen und Reisetipps. Kremayr & Scheriau, Wien 2008, ISBN 978-3-218-00782-5.
- Nâzım Hikmet: Die Romantiker, übs. von Hanne Egghardt, mit einem Nachwort von Peter Bichsel, Bibliothek Suhrkamp, 2008, ISBN 978-3-518-22436-6.
- Mit Erwin Friesenbichler und Ralph Reinzholz: Vietnam. Terra Magic, 2008, ISBN 978-3-7243-0410-4.
- Mit H.-J. Schneider und Diane Naar-Elphee: Wien. [Magazin, Infos & Tipps, Touren, Cityatlas.] 3. Auflage. MairDumont, Ostfildern 2009, ISBN 978-3-8297-3256-7.
- Die schönsten Schloss- und Stiftsgärten in Österreich, mit Fotografien von Kurt-Michael Westermann. Kremayr & Scheriau, Wien 2009, ISBN 978-3-218-00802-0.
- Prinz Eugen. Feldherr, Staatsmann, Mäzen. Haymon, Innsbruck; Wien 2010, ISBN 978-3-85218-819-5.
- Maria Theresias Kinder. 16 Schicksale zwischen Glanz und Elend. Kremayr & Scheriau, Wien 2010, ISBN 978-3-218-00813-6. Übs. von Milada Kouřimská: Děti Marie Terezie. 16 osudu° mezi leskem a bídou. Ikar, Prag 2012, ISBN 978-80-249-1886-0.
- Sisi’s Kinder. Leben im Schatten einer exzentrischen Mutter. Kremayr & Scheriau, Wien 2011, ISBN 978-3-218-00825-9. Übs. von Milada Kouřimská: Sisi a její děti. Život ve stínu excentrické matky. Ikar, Prag 2013, ISBN 978-80-249-2277-5.
- Österreicher entdecken die Welt. Forscher – Abenteurer – Pioniere. Styria, Wien; Graz 2011, ISBN 978-3-222-13329-9.
- Die schönsten Burgen Österreichs, mit Fotografien von Carlos de Mello. Kremayr & Scheriau, Wien, 2011, ISBN 978-3-218-00818-1.
- Alles Walzer. Die Strauß-Dynastie. Kremayr & Scheriau, Wien 2012, ISBN 978-3-218-00835-8.
- Skandalöse Amouren im Hause Habsburg. Kremayr & Scheriau, Wien 2013, ISBN 978-3-218-00860-0.
- Mit Katharina Kunz, Diane Naar-Elphee und Walter M. Weiss: Wien. Perfekte Tage in der Stadt der Musik. Baedeker, Ostfildern 2016, ISBN 978-3-8297-3360-1.